# My Brother the Wind Volume II
My Brother the Wind Volume II (Alternativtitel „Otherness“) ist ein Jazzalbum von Sun Ra. Die 1969/70 entstandenen Aufnahmen erschienen 1971 als Langspielplatte auf El Saturn Records, als Compact Disc 1992 auf Evidence Records. 2014 wurden die gesamten Aufnahmen von Enterplanetary Koncepts in einer überarbeiteten Fassung wiederveröffentlicht.

## Hintergrund
1969 hatte Sun Ra im Studio in New York unterstützt von Gershon Kingsley auf Moog-Synthesizer-Modulen aufgenommen. Diese wurden auf der LP My Brother the Wind veröffentlicht (später mit dem Zusatz Vol. 1 versehen, nachdem Vol. 2 erschienen war). Im folgenden Jahr arrangierte Ras Schlagzeuger Tommy Hunter ein Treffen zwischen Sun Ra und dem Synthesizer-Pionier Robert Moog in Trumansburg im Bundesstaat New York, um den neuen MiniMoog vorzuführen. Die Ensemble-Stücke (1–6) wurden wahrscheinlich Anfang 1970 in den Variety Studios aufgenommen. Die Tracks 7 bis 11 wurden Berichten zufolge bei der Demo-Session mit dem Minimoog aufgenommen, woraufhin Robert Moog Sun Ra einen der ersten Minimoogs anbot, um damit auf Tournee zu gehen. Es war ein kundenspezifisches Modell und wurde möglicherweise kurz vor dem Erscheinen des Geräts auf dem regulären Markt übergeben.
Aufgrund der Ad-hoc-Natur der Session hat Sun Ra am Moog klanglich improvisiert, während er die Möglichkeiten der Tastatur testete, chromatische Variationen suchte und Töne und Klangfarben anpasste, notierte Irwin Chusid in den Liner Notes der Neuausgabe des Albums 2014. „Mit dem Moog wollte Sun Ra nicht eine schon existierende Musik reproduzieren; er erforschte vielmehr das Unbekannte, erschloss die Zukunft, schwebte durch den kosmischen Fluss, wie die Titel andeuten.“
Aufgrund suboptimaler Aufnahmebedingungen sind die Tracks lo-fi und einige Stücke weisen starke Verzerrungen auf. Chusid und Michael D. Anderson hatten sich bei der Restaurierung des Materials dafür entschieden, einen Teil der Verzerrungen (insbesondere auf den Spuren 10 und 11) zu belassen, da ihre Unterdrückung einen erheblichen Teil des Audiosignals entfernt hätte, sodass die Stücke wie auf den Original-Bändern und auf den Original-Saturn-LPs klingen. Die Ergebnisse mögen klanglich nicht makellos sein, aber sie spiegeln historische frühe Begegnungen zwischen einem experimentierfreudigen Musiker und einer neuen Musikproduktionstechnologie wider, die Sunny in den nächsten Jahren oft bei Konzerten und Aufnahmesessions einsetzen würde, so Chusid.

## Titelliste
- Sun Ra: My Brother the Wind Volume II (SRA 2000)[4]

1. Otherness Blue 4:47
2. Somebody Else’s World (a.k.a. Somebody Else’s Idea) 4:01
3. Pleasant Twilight 3:36
4. Walking on the Moon 6:15[5]
5. Somewhere Else 4:31
6. Contrast 2:54
7. The Wind Speaks 3:51
8. Sun Thoughts 2:35
9. Journey to the Stars 2:56
10. World of the Myth "I" 1:33
11. The Design - Cosmos II 2:22

Die Kompositionen stammen von Sun Ra.

## Rezeption
Auf der ursprünglichen Saturn-LP von 1971 habe die Seite 1 der LP „aus knisterndem Afrosoul“ bestanden, hervorgehoben durch June Tysons Gesang und Sun Ras brodelnde „intergalaktische Orgel“, eine Farfisa, schrieb Irwin Chusid in den Liner Notes. Sun-Ra-Discograf Robert Campbell nannte es „spacige Barbecue-Musik“, und es sei eines der am leichtesten zugänglichen Werke im ersten Jahrzehnt des Künstlers nach seinem Weggang aus Chicago. Die Seite zwei wiederum sei ein non sequitur, bestehend aus Soli von Sun Ra, der mit seinem neuen Minimoog ein Training absolviert zu haben scheint. „Das Vorrecht des Künstlers – zwei Sun Ra in einem“ (was oft der Fall sei bei seinen seltsam nebeneinander angeordneten LP-Tracks).
Dies ist eine dicht spielende Band, so Chusid weiter, und mit Ausnahme von „Contrast“ würden diese Tracks etwas enthalten, das auf vielen Studioaufnahmen von Ra in den 1960er-Jahren nicht zu finden war— ein Groove, eher Roadhouse Rhythm & Blues als Jazz. Es gebe ein bisschen Memphis Blues, einen Hauch von Booker T. & the M.G.’s, wenn auch mit Sun Ras üblicher Missachtung von Billboard Top-40-Feinheiten. Die Bläser würden einige charakteristische, temperamentvolle Soli beisteuern, doch nichts deutete darauf hin, was den Zuhörer erwartete, der die Platte umdrehte.
Nach Ansicht von Richard Cook und Brian Morton, die das Album in The Penguin Guide to Jazz mit dreieinhalb Sternen auszeichneten, klingt Sun Ras Orgel auf diesem Album wirklich „intergalaktisch“, aber er checke auch den allgegenwärtigen Heuler der späten 60er, den Moog Minimoog. Sein Ansatz sei zwangsläufig extrem heterodox. Anstatt den Synthesizer wie irgendetwas anderes klingen zu lassen, ziele er zielsicher auf seinen eigenen Sound - schrill, mit viel Vibrato - und drücke dann alle Knöpfe, was direkt in seine Psyche reiche: wütendes Bluten, TV-Abschaltzischen, Knistern eines abgeschalteten Senders. Die Band hätte an dieser Stelle leider begonnen, ein wenig schleppend zu spielen, obwohl der (unerwähnte) Auftritt von June Tyson auf „Walking on the Moon“ eine bis dahin undokumentierte Verbindung markiere, die bis in die 1990er-Jahre andauern sollte; Tyson starb kurz nach Sun Ra.
Ron Wynn verlieh dem Album in Allmusic lediglich zweieinhalb Sterne und schrieb, Sun Ras Spiel auf dem Synthesizer, Orgel und Keyboards seien wahrscheinlich die am meisten unterschätzten Elemente seines Arsenals gewesen. Sun Ras Unternehmungen seien oft als Effekthascherei, Clownerie oder musikalisch ungebildetes Geschwafel angesehen worden. Doch die bemerkenswerten Phrasen, Rhythmen, Progressionen, Statements und Soli, die er während dieser Session geboten habe, seine eine Hommage an sein Verständnis der Möglichkeiten und Optionen des Moog-Synthesizers. Ras Einbeziehung von gefühlvollen Themen, Gesang und afrikanischen und Latin-Rhythmen, zusammen mit Arrangements, die manchmal swingen sei überzeugend und unvorhersehbar.
Sean Kitching schrieb in The Quietus, die Seite 1 der Platte sei erheblich zugänglicher, und „Somebody Else’s World“ nach wie vor ein Favorit des nach wie vor tourenden Arkestra und eine schöne Melodie, die auf June Tysons leidenschaftlicher Stimme basiere und den Wert verschiedener Perspektiven verkünde: „Somebody other’s idea of things to come/ Needs not be the only way to vision the future“. „Walking on the Moon“ („Wenn du jetzt aufwachst, wird es nicht zu früh sein“) sei ein weiterer zeitloser Song, der die klassische Sun-Ra-Stimmung ausdrücke. Die Instrumental-Nummer „Somewhere Else“ sei ein weiterer Höhepunkt. Doch habe die Seite 2 der LP mehr Gemeinsamkeiten mit der ersten My Brother the Wind LP, die von Sun Ras Moog-Experimenten dominiert werde. Man kann sich nur die Reaktion des Neulings vorstellen, der die erste Seite des Albums sehr genieße, die Platte umdreht, nur um einem voll oszillierenden Angriff ausgesetzt zu sein.
John Szwed wies in seiner Biographie Space Is the Place: The Lives and Times of Sun Ra ausdrücklich darauf hin, dass Sun Ra keine der Klischees oder Tricks nutzte, wie man sie von anderen Musikern kenne, die zu den frühen Synthesizerspielern gehörten. Er nutzte vielmehr zwei Minimoogs, um Polyphonie zu erreichen. My Brother the Wind Volume II sei „krude und fantastisch.“